# Strefa wadyczna
Strefa wadyczna, poziom wadyczny – w speleologii jest to strefa między powierzchnią terenu a stałym
zwierciadłem podziemnych wód krasowych. Jest to strefa pośrednia między strefą aeracji, w której w ogóle nie występuje niezwiązana woda, a strefą saturacji, w której wszystkie próżnie skalne wypełnione są wodą. W strefie wadycznej niezwiązana woda może spływać grawitacyjnie dnem korytarzy, rur i innych próżni jaskiniowych, może występować także w syfonach. O jaskiniach, które powstały w strefie wadycznej mówi się, że powstały w warunkach wadycznych.